# Lady Macbeth somnambule
Lady Macbeth somnambule est une huile sur toile de 2,21 × 1,60 mètre peinte par Johann Heinrich Füssli, dit Henry Fuseli (1741-1825) en 1784 qui représente les errances nocturnes de Lady Macbeth dans l'acte V scène 1 de la tragédie Macbeth de William Shakespeare.
Le tableau fut acquis en 1970 par le Musée du Louvre où il figure aujourd'hui.
Les tragédies du dramaturge élisabéthain ont beaucoup influencé les peintres européens à la fin du XVIIIe, en particulier Johann Heinrich Füssli, ce dernier se consacrera d'ailleurs durant les années suivantes à la réalisation de peintures à thème shakespearien pour la Boydell Shakespeare Gallery.

## Un tableau inspiré de Macbeth
Le tableau est directement inspiré de l'acte V scène 1 de Macbeth.

Dans cette scène, le médecin et la dame de service assistent à une crise de somnambulisme de Lady Macbeth. Cette dernière apparaît avec un flambeau à la main, se frottant les mains, comme si elle se les lavait. En effet, rongée par la culpabilité, elle croit voir sur ses mains le sang de Duncan, défunt roi d’Écosse dont l'assassinat fut commandité par elle-même au début de l’œuvre. Dans sa folie, Lady Macbeth parle ouvertement de l'assassinat de Duncan, mais aussi de celui de Banquo, noble écossais, qui dut être éliminé par Macbeth car il pouvait être un potentiel opposant politique.
« Lady Macbeth.- Il y a toujours l'odeur du sang... Tous les parfums d'Arabie ne rendraient pas suave cette petite main ! »
Face à ces multiples aveux, le médecin et la dame de service, effarés, comprennent rapidement que la conscience de la reine est douloureusement chargée. Le médecin constate également avec dépit son impuissance, attestant du fait que la maladie qui frappe Lady Macbeth dépasse ses connaissances. Il note cependant les paroles de Lady Macbeth sur un carnet.
« Le Médecin.- (...) Elle a plus besoin du prêtre que du médecin (...). »
Le médecin ordonne finalement d'écarter tout ce qui pourrait tenter la reine de se suicider.

## Description du tableau
Lady Macbeth est au premier plan, élément central du tableau, elle est en robe de nuit et semble progresser dans la pénombre. Elle porte un flambeau qui éclaire violemment la scène, ce clair-obscur (procédé fréquemment utilisé par Johann Heinrich Füssli) donne du relief à la scène et accentue son dynamisme. Elle a la peau blême, la bouche ouverte, le regard effrayé, elle lève son doigt et se dirige vers le spectateur comme si elle voulait lui avouer ses crimes. Johann Heinrich Füssli nous donne ici une représentation fantomatique de Lady Macbeth, à la frontière entre le somnambulisme et la folie. Le choix des couleurs n’est pas anodin. Chez Füssli, le roux de la chevelure de Lady Macbeth symbolise le mal mais aussi la femme fatale, le jaune est associé à l’idée de trahison et à la folie. 
En retrait à droite, sont représentés la dame de service et le médecin. Ils semblent effarés face à l'hystérie de leur reine. Le médecin a ici une apparence sombre et sérieuse qui donne un caractère très inquiétant à la scène, celui-ci tient un crayon avec lequel il recueille les paroles de Lady Macbeth sur son carnet. La dame de service regarde la scène, pétrifiée.   